# Liste der Monuments historiques in Abscon
Die Liste der Monuments historiques in Abscon führt die Monuments historiques in der französischen Gemeinde Abscon auf.

## Liste der Objekte
| Bezeichnung                 | Beschreibung          | Standort                      | Kennzeichnung | Schutzstatus | Datum | Bild |
| --------------------------- | --------------------- | ----------------------------- | ------------- | ------------ | ----- | ---- |
| Skulptur Liegefigur Christi | Holz, 17. Jahrhundert | in der Kirche St-Brice (Lage) | PM59005904    | Inscrit      | 1984  |      |